# William H. Meyer
William Henry Meyer, född 29 december 1914 i Philadelphia i Pennsylvania, död 16 december 1983 i Bennington County i Vermont, var en amerikansk politiker. Han var ledamot av USA:s representanthus 1959–1961.
Meyer utexaminerades 1936 från Pennsylvania State University och var sedan verksam som skogvaktare. Han gick med i demokraterna. Meyer efterträdde 1959 Winston L. Prouty som kongressledamot och efterträddes 1961 av Robert Stafford.
År 1970 grundade Meyer Liberty Union Party och kandiderade utan framgång i senatsvalet. Han avled 1983 i en ålder av 68 år.